# Steven Berkoff
Steven Berkoff (født 3. august 1937 i London i England) er en engelsk skuespiller. Han er bedst kendt som General Orlov i James Bond-filmen Octopussy fra (1983), og som Victor Maitland i Frækkere end politiet tillader fra (1984).